# 沃尔图里诺
沃尔图里诺（義大利語：Volturino），是意大利福贾省的一个市镇。总面积58.01平方公里，人口1826人，人口密度31.5人/平方公里（2009年）。ISTAT代码为071062。